# Liste des dirigeants du Cameroun britannique
Cette page dresse une liste des dirigeants du Cameroun.

## Liste des dirigeants coloniaux duCameroun britannique
| Occupation britannique                          |                                                                           |                                                                           |                                                                           |
| Dates                                           | Noms                                                                      | Remarques                                                                 |                                                                           |
| 1916 - 1916                                     | Kenneth V. Elphinstone, Resident minister                                 |                                                                           |                                                                           |
| 1916 - 1917                                     | E.C. Duff, Resident minister                                              |                                                                           |                                                                           |
| 1917 - 1919                                     | P.V. Young, Resident minister                                             |                                                                           |                                                                           |
| 1919 - 1919                                     | W.G. Ambrose, Resident minister                                           |                                                                           |                                                                           |
| 1919 - 1919                                     | John C. Maxwell, Resident minister                                        |                                                                           |                                                                           |
| 28 juin 1919                                    | Division officielle entre le Cameroun français et le Cameroun britannique | Division officielle entre le Cameroun français et le Cameroun britannique | Division officielle entre le Cameroun français et le Cameroun britannique |
| 1919 - 20 juillet 1920                          | John Humphrey Davidson, Resident minister                                 |                                                                           |                                                                           |
| Cameroun britannique, Mandat de la SDN          |                                                                           |                                                                           |                                                                           |
| 20 juillet 1920 - 1925                          | William Edgar Hunt, District Officer                                      |                                                                           |                                                                           |
| 1925 - 1928                                     | Edward John Arnett, Resident minister                                     | 1re fois                                                                  |                                                                           |
| 1928 - 1928                                     | H.J. Aveling, acting Resident minister                                    |                                                                           |                                                                           |
| 1928 - 1928                                     | Buchanan Smith, Resident minister                                         |                                                                           |                                                                           |
| 1928 - 1929                                     | Edward John Arnett, Resident minister                                     | 2e fois                                                                   |                                                                           |
| 1929 - 1932                                     | Granville St.John Orde-Browne, Senior Officer                             |                                                                           |                                                                           |
| 1932 - 193?                                     | Frederick Bernard Carr, District Officer                                  |                                                                           |                                                                           |
| 193? - 193?                                     | J.W.C. Rutherford, Resident minister                                      |                                                                           |                                                                           |
| 193? - 193?                                     | D.W. Firth, Senior Resident minister                                      |                                                                           |                                                                           |
| 193? - 193?                                     | George Hugo Findlay, Senior Resident minister                             |                                                                           |                                                                           |
| 193? - 193?                                     | K.V. Hanitsch, Deputy Resident minister                                   |                                                                           |                                                                           |
| 193? - 1939                                     | A.E.F. Murray, Resident minister                                          |                                                                           |                                                                           |
| 1939 - 1942                                     | N.C. Denton, Resident minister                                            |                                                                           |                                                                           |
| 1942 - 194?                                     | Sealy-King, Resident minister                                             |                                                                           |                                                                           |
| 194? - 194?                                     | P.G. Harris, Resident minister                                            |                                                                           |                                                                           |
| 1943 - 1945                                     | J. Macrae Simpson, Resident minister                                      |                                                                           |                                                                           |
| 20 mars 1945 - 10 octobre 1945                  | A. Leeming, Senior District Officer                                       |                                                                           |                                                                           |
| 1945 - 1946                                     | A.F.B. Bridges, Resident minister                                         |                                                                           |                                                                           |
| 14 février 1946 - 13 décembre 1946              | N. Mackenzie, Senior District Officer                                     |                                                                           |                                                                           |
| Cameroun britannique, Tutelle des Nations unies |                                                                           |                                                                           |                                                                           |
| 13 décembre 1946 - 4 août 1949                  | N. Mackenzie, Senior District Officer                                     |                                                                           |                                                                           |
| 25 août 1949 - 31 décembre 1949                 | D.A.F. Shute, Senior Resident minister                                    |                                                                           |                                                                           |
| 1949 - 1er octobre 1954                         | Edward John Gibbons, Special Resident minister                            |                                                                           |                                                                           |
| October 1954                                    | Territoire autonome rattaché au Nigeria                                   | Territoire autonome rattaché au Nigeria                                   | Territoire autonome rattaché au Nigeria                                   |
| 1er octobre 1954 - 1956                         | Edward John Gibbons, Commissaire                                          |                                                                           |                                                                           |
| 1956 - 1er octobre 1961                         | John Osbaldiston Field, Commissaire                                       |                                                                           |                                                                           |
| 1er juin 1961                                   | Le Northern Cameroons est rattaché au Nigeria                             | Le Northern Cameroons est rattaché au Nigeria                             |                                                                           |
| 1er octobre 1961                                | Le Southern Cameroons est rattaché à la République du Cameroun            | Le Southern Cameroons est rattaché à la République du Cameroun            |                                                                           |

## Liste des dirigeants indigènes duCameroun britannique
| Date                                | Noms                                            | Parti | Remarques |
| ----------------------------------- | ----------------------------------------------- | ----- | --------- |
| 1er octobre 1954 - 1er février 1959 | Emmanuel Mbela Lifate Endeley, Premier ministre | CNDP  |           |
| 1er février 1959 - 1er octobre 1961 | John Ngu Foncha, Premier ministre               | KDNP  |           |